# Ракопежи
Ракопежи — упразднённый населённый пункт Устьинского сельсовета Ломоносовского района Ленинградской области. С 1974 года микрорайон города Сосновый Бор.

## География
Находится в 2 км от побережья Копорской губы Финского залива.

## История
Деревня была уничтожена фашистами.
После войны остался единственный дом и деревня не была восстановлена. На её месте возник дачный посёлок с тем же названием.
12 ноября 1974 года решением исполкома Ленинградского областного совета депутатов трудящихся №-430 «О некоторых изменениях административно-территориального деления Ломоносовского района и города Сосновый Бор» сельские населённые пункты упразднённого Устьинского сельского совета Керново, Ракопежи, Устье, Ручьи, пос. Смольненский включены в черту города Сосновый Бор как фактически слившиеся с ним.

## Транспорт
Остановка общественного транспорта «Ракопежи».